# Звонарёв Кут (Алтайский край)
Звонарёв Кут — упразднённое село в Табунском районе Алтайского края. Ликвидировано в 1960-х годах.

## География
Село располагалось в 6,5 км к северо-востоку от села Камышенка, у села Граничное.

## История
Основано в 1909 году, немцами переселенцами из Поволжья и Причерноморья. Названо по поволжской колонии Шталь (Звонарёв Кут). До 1917 года лютеранское село Славгородской волости Барнаульского уезда Томской губернии. Лютеранский приход Томск-Барнаул. С 1935 г. центр Звонарёво-Кутского сельсовета. Колхоз "Роте-Фане". Упразднёно после 1966 г.

## Население[1]
| год     | 1926 |
| ------- | ---- |
| человек | 272  |